# Gustav Rödel
Gustav Siegfried Rödel (né le 24 octobre 1915 à Mersebourg et mort le 6 février 1995 à Bad Godesberg) est un aviateur militaire allemand.

## Biographie
Rödel est né le 24 octobre 1915 à Mersebourg, en Saxe. En 1933, lorsque les Nazis prennent le pouvoir en Allemagne, Rödel doit choisir une carrière militaire et, fin 1935, il postule pour rejoindre la Luftwaffe où il est admis l'année suivante. Après une formation de base, il est sélectionné pour suivre une formation de pilote de chasse. En 1938, Rödel termine sa formation et est affecté au Jagdgruppe 88 (en) (J/88), sous le commandement de la Légion Condor. Le J/88 participe à la guerre d'Espagne. Il n'existe aucune trace de victoire de Rödel au combat en Espagne. En juillet 1939, il est affecté au Jagdgeschwader 21 (JG 21).

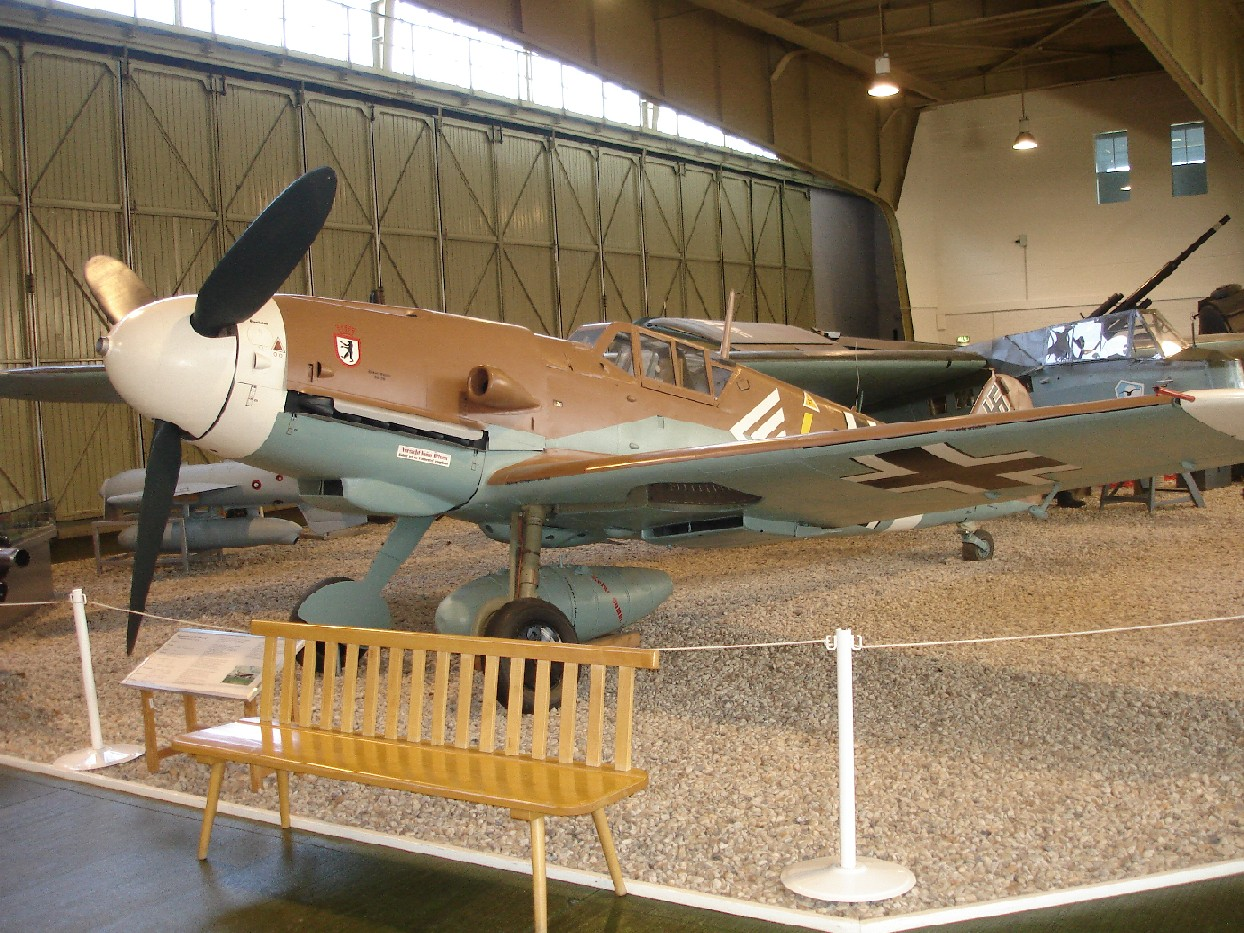
Réplique du Messerschmitt Bf 109 de Rödel exposée au.

Le 1er septembre 1939, l'Allemagne nazie attaque la Pologne, déclenchant la Seconde Guerre mondiale en Europe. Opérant avec le 2. Staffel (2e escadron), il remporte ce jour-là sa première victoire aérienne. En novembre 1939, il est transféré au Jagdgeschwader 27 (JG 27) et participe aux batailles de Belgique et de France en mai et juin 1940. Rödel y revendique trois avions abattus. En juillet 1940, il est muté au 4e escadron du JG 27 et est finalement nommé Staffelkapitän (chef d'escadron) à compter du 1er septembre 1940. Dix appareils de la Royal Air Force (RAF) sont détruits par Rödel lors de la bataille d'Angleterre.
En mars 1941, Rödel est transféré sur le théâtre méditerranéen de la guerre. Il sert au sein du JG 27 pendant la bataille de Grèce et remporte six victoires aériennes. En juin 1941, Rödel est brièvement affecté sur le front de l'Est pour soutenir l'opération Barbarossa. Il ne remporte qu'une seule victoire en Union des républiques socialistes soviétiques (URSS). Pour ses succès, il reçoit la Croix de chevalier de la croix de fer en juin 1941. Rödel est affecté en Afrique du Nord avec le JG 27 peu après et y reste jusqu'en novembre 1942.
Le 22 avril, il est nommé Geschwaderkommodore (commandant d'escadre) du JG 27. Par la suite, Rödel participe aux combats en Sicile et dans le sud de l'Italie en mai 1943. Le 20 juin 1943, il reçoit les feuilles de chêne de la Croix de chevalier pour 78 victoires. En octobre 1943, le JG 27 rejoint l'Allemagne pour des opérations de défense du Reich et, en juin 1944, il dirige l'escadre lors de la bataille de Normandie. Il remporta sa 98e et dernière victoire le 5 juillet 1944. En décembre 1944, il sert comme officier d'état-major dans la 2. Jagd-Division (2e division de chasse aérienne) jusqu'à la capitulation allemande en mai 1945.
Rödel est crédité de 97 victoires contre les Alliés occidentaux et d'une seule victoire contre les forces aériennes soviétiques en plus de 980 missions de combat. Il pilotait sur Messerschmitt Bf 109 dont une réplique est exposée au Musée d'histoire militaire Aérodrome de Berlin-Gatow (de). En 1957, Rödel rejoint la Bundeswehr. Il prend sa retraite le 30 septembre 1971 avec le grade de général de brigade.